# Ponte di Wan'an
Il ponte di Wan'an (cinese semplificato: 万安桥; cinese tradizionale: 萬安橋; pinyin: Wàn'ān Qiáo) era un ponte che si trovava nel villaggio di Changqiao, città di Changqiao, contea di Pingnan, Ningde, Fujian, Cina. Era il ponte ad arco in legno più lungo esistente in Cina.

## Storia
Il ponte Wan'an fu ricostruito più volte nel corso delle dinastie e fu preservato a lungo, per un'età stimata di 923 anni.
Secondo i documenti, il ponte Wan'an fu costruito durante la dinastia Song (960-1279). Fu danneggiato da un incendio nel 1708, quindi ricostruito nel 1742, nella sua forma e nelle sue dimensioni originarie, e riparato negli anni successivi.
Nel 2006 il ponte fu inserito nella lista di 6 lotti di unità nazionale per la protezione delle reliquie culturali. Nel 2012 fu inserito nell'elenco preliminare del patrimonio culturale mondiale in Cina.
La sera del 6 agosto 2022 il ponte Wan'an ha preso fuoco, intorno alle 21:00. L'incendio fu spento nella stessa notte alle 22:45, ma la struttura del ponte era ormai bruciata e crollata. I funzionari della contea di Pingnan annunciarono l'inizio dei lavori di protezione e restauro durante le indagini sulla causa dell'incendio, che non ha portato a morti o feriti.

## Descrizione
Il ponte Wan'an era lungo 98 m e largo 4,7 m, con cinque pilastri e sei campate ad arco poligonali. Era costruito con legno di abete cinese e su entrambe le estremità di ciascuna campata furono utilizzati nove tronchi, tre travi gialle, otto tronchi e quattro travi gialle per formare un arco. Erano presenti 38 case a corridoio sul ponte, con panche su entrambi i lati, dove i fedeli sedevano e pregavano.